# Hà Phạm Thăng Long
Hà Phạm Thăng Long (sinh năm 1975) là một nghệ sĩ ưu tú, ca sĩ opera người Việt Nam. Hà Phạm Thăng Long được đảm nhận vai chính trong nhiều vở nhạc kịch opera được dàn dựng tại Việt Nam và thường xuyên xuất hiện cùng những giọng ca quốc tế trong các chương trình lớn. Một trong những vai diễn đáng chú ý của cô là nhân vật A Sao trong vở nhạc kịch "Cô Sao" của Đỗ Nhuận dưới sự chỉ đạo của đạo diễn diễn Huyền Nga.

## Tiểu sử
Hà Phạm Thăng Long sinh năm 1975 là người dân tộc Mường. Nguyên quán của cô ở huyện Thanh Sơn, tỉnh Phú Thọ. Thăng Long có niềm đam mê âm nhạc từ bé. Bố và chị gái của cô đều là giáo viên dạy nhạc trong trường phổ thông.

## Sự nghiệp
Hà Phạm Thăng Long cho biết cô từng học ở trường Cao đẳng nhạc họa (Nay là trường Đại học Sư phạm nghệ thuật Trung ương) dưới sự dẫn dắt của giáo viên Ngọc Mai. Sau 3 năm học ở Cao đẳng nhạc họa Trung ương, Hà Phạm Thăng Long xin gia nhập Nhà hát Nhạc vũ kịch Việt Nam. Sau một thời gian, cảm thấy kỹ thuật thanh nhạc của mình chưa đủ, cô tiếp tục theo học đại học ở Nhạc viện Hà Nội. Tại đây, cô được học Lê Dung và Trung Kiên. Sau đó, cô tham dự cuộc thi "Paul Robeson Vocal Competition" lần thứ 11, là lần đầu tiên một ca sĩ Việt Nam tham dự một cuộc thi opera tại Mỹ.
Hà Phạm Thăng Long thường xuyên tham gia với vai trò ca sĩ độc tấu với Dàn nhạc giao hưởng quốc gia Việt Nam. Hà Phạm Thăng Long đã từng vào vai chính trong các vở nhạc kịch opera được dàn dựng tại Việt Nam và thường xuyên xuất hiện cùng những giọng ca quốc tế trong các chương trình lớn. Một trong những vai diễn đáng chú ý của cô là nhân vật A Sao trong vở nhạc kịch "Cô Sao" của Đỗ Nhuận dưới sự chỉ đạo của đạo diễn diễn Huyền Nga. Tuy bắt đầu biểu diễn opera từ nhiều năm, nhưng gần đây cô đã chuyển hẳn sang giảng dạy tại Trường Đại học Văn hóa - Nghệ thuật Quân đội.

## Thành tích
Cô được nhà nước Việt Nam phong tặng danh hiệu Nghệ sĩ ưu tú vào năm 2015.

## Đánh giá
Hà Phạm Thăng Long được giới chuyên môn trong và ngoài  Việt Nam đánh giá cao. Cô sở hữu chất giọng full lirico soprano (giọng nữ cao trữ tình dày dặn). Báo VnExpress cho rằng Hà Phạm Thăng Long là một trong những ca sĩ opera hàng đầu tại Việt Nam.